# Giro d’Italia 2025/21. Etappe
Die 21. Etappe des Giro d’Italia 2025 fand am 1. Juni 2025 statt. Sie bildete den Abschluss der 108. Austragung des italienischen Etappenrennens. Als Start- und Zielort der 143 Kilometer langen Etappe diente die italienische Hauptstadt Rom. Nach der Etappe hatten die Fahrer die Gesamtdistanz von 3443,3 Kilometern absolviert. Die Organisatoren der Rundfahrt bewerteten die Schwierigkeit der Etappe mit einem von fünf Sternen.
Den Etappensieg sicherte sich Olav Kooij (Team Visma-Lease a Bike) im Massensprint vor Kaden Groves (Alpecin-Deceuninck) und Matteo Moschetti (Q36.5 Pro Cycling Team). Sein Teamkollege Simon Yates fixierte den Gesamtsieg.

## Streckenverlauf
Der neutralisierte Start erfolgte in Rom auf der Viale delle Terme di Caracalla unweit des Circus Maximus. Vorbei am Palatin ging es auf den ersten Metern zum Konstantinsbogen und Kolosseum, das die Fahrer umrundeten, um auf der Via dei Fori Imperiali das Forum Romanum zu passierten. Vorbei am Nationaldenkmal Viktor Emanuels II. ging es auf dem Corso Vittorio Emanuele II zur Ponte Vittorio Emanuele II, bei der die Fahrer den Tiber überquerten. Vor der Engelsburg bogen sie links auf die Borgo Santo Spirito ab und gelangten so in die Vatikanstadt, wobei sie zu Ehren des verstorbenen Papst Franziskus den Petersdom umrundeten und die Vatikanischen Gärten durchfahren. Beim Campo Santo Teutonico hielt der Tross an und nahm von Papst Leo XIV. Grußworte in Italienisch und Englisch sowie einen Segen entgegen. Schließlich wurde das Rennen nach 7,5 Kilometern vor dem Palazzo San Carlo freigegeben.
Nach dem offiziellen Start führte die Strecke über die Ponte Principe Amedeo Savoia Aosta zurück aufs andere Ufer des Tiber. Vorbei an der Tiberinsel ging es zum Circus Maximus, wo nach wenigen Kilometern die erste Zieldurchfahrt erfolgte. Kurz darauf wurden die Caracalla-Thermen passiert und die Fahrer verließen die Altstadt über das Porta Ardeatina, ehe es über die Via Cristoforo Colombo in Richtung Südwesten ging. Die Fahrer passierten den Obelisco di Marconi, Palazzo dello Sport, Quirinalspalast und erreichten nach 32,2 Kilometern die Küste des Mittelmeers bei Ostia. Beim der Vasca in Marmo SPQR erfolgte eine Wende und es ging auf der Via Cristoforo Colombo zurück nach Rom. Zuvor wurde jedoch bei Kilometer 35,2 ein Zwischensprint beim Fontana dello Zodiaco ausgefahren. Der Finale Rundkurs in Rom wurde nach 59,4 Kilometern erreicht.
Der abschließende Rundkurs war 9,5 Kilometer lang und musste nach der ersten Zieldurchfahrt acht Mal absolviert werden. Als Ausgangspunkt diente die Via del Circo Massimo neben dem Circus Maximus. Hier befand sich der Zielstrich auf dem Piazzale Ugo la Malfa. Auf den ersten Metern ging es zur Santa Balbina all’Aventino, ehe die Caracalla-Thermen gegen den Uhrzeigersinn umrundet wurden. Die Strecke verlief dabei auf der Viale Guido Baccelli und Viale delle Terme di Caracalla. Im Anschluss bogen die Fahrer vor dem Circus Maximus rechts auf die Via di San Gregorio ab, die vorbei am Palatin zum Kolosseum führte. Wie bereits in der neutralisierten Anfangsphase ging es nun auf der Via dei Fori Imperiali und Corso Vittorio Emanuele II zum Ufer des Tiber. Diesmal überquerten die Fahrer diesen jedoch nicht und folgten dem Fluss stattdessen stromabwärts zum Tempel des Hercules Victor. Die letzten 500 Meter führten nun nach einer abschließenden Linkskurve auf die Zielgerade. Bei der vierten Zieldurchfahrt wurde nach 95,6 Kilometern der zweite Zwischensprint ausgefahren. Zudem erfolgte bei Kilometer 118,2 der Red Bull-Kilometer auf der Via di San Gregorio.
|                       | Ort                                  | Kilometer |
| --------------------- | ------------------------------------ | --------- |
| neutralisierter Start | Rom (Viale delle Terme di Caracalla) | −7,5      |
| offizieller Start     | Vatikanstadt (Palazzo San Carlo)     | 0         |
| Zieldurchfahrt        | Rom (Via del Circo Massimo)          | 3         |
| Zwischensprint        | Ostia (Fontana dello Zodiaco)        | 35,2      |
| Zieldurchfahrt        | Rom (Via del Circo Massimo)          | 67,2      |
| Zieldurchfahrt        | Rom (Via del Circo Massimo)          | 76,7      |
| Zieldurchfahrt        | Rom (Via del Circo Massimo)          | 86,2      |
| Zieldurchfahrt        | Rom (Via del Circo Massimo)          | 95,6      |
| Zwischensprint        | Rom (Via del Circo Massimo)          | 95,6      |
| Zieldurchfahrt        | Rom (Via del Circo Massimo)          | 105,1     |
| Zieldurchfahrt        | Rom (Via del Circo Massimo)          | 114,6     |
| Red Bull-Kilometer    | Rom (Via di San Gregorio)            | 118,2     |
| Zieldurchfahrt        | Rom (Via del Circo Massimo)          | 124,1     |
| Zieldurchfahrt        | Rom (Via del Circo Massimo)          | 133,6     |
| Ziel                  | Rom (Via del Circo Massimo)          | 143       |

## Ergebnis
| \| Etappenergebnis \| Etappenergebnis \| Etappenergebnis \| Etappenergebnis \| Etappenergebnis \| \| Fahrer \| Fahrer \| Land \| Team \| Zeit \| \| --------------- \| --------------- \| --------------- \| --------------- \| --------------- \| |        |      |      |      |
| |        |      |      |      |
| Quelle: ProCyclingStats |        |      |      |      |
| Etappenergebnis |        |      |      |      |
| Fahrer | Fahrer | Land | Team | Zeit |

## Gesamtstände
| \| Gesamtwertung \| Gesamtwertung \| Gesamtwertung \| Gesamtwertung \| Gesamtwertung \| \| Fahrer \| Fahrer \| Land \| Team \| Zeit \| \| ------------- \| ------------- \| ------------- \| ------------- \| ------------- \| |        |      |      |      |
| |        |      |      |      |
| Quelle: ProCyclingStats |        |      |      |      |
| Gesamtwertung |        |      |      |      |
| Fahrer | Fahrer | Land | Team | Zeit |

| Punktewertung | Punktewertung | Punktewertung | Punktewertung | Punktewertung |
| Fahrer        | Fahrer        | Land          | Team          | Punkte        |
| ------------- | ------------- | ------------- | ------------- | ------------- |

| Bergwertung | Bergwertung | Bergwertung | Bergwertung | Bergwertung |
| Fahrer      | Fahrer      | Land        | Team        | Punkte      |
| ----------- | ----------- | ----------- | ----------- | ----------- |

| Nachwuchswertung | Nachwuchswertung | Nachwuchswertung | Nachwuchswertung | Nachwuchswertung |
| Fahrer           | Fahrer           | Land             | Team             | Zeit             |
| ---------------- | ---------------- | ---------------- | ---------------- | ---------------- |

| Mannschaftswertung | Mannschaftswertung | Mannschaftswertung | Mannschaftswertung |
| Team               | Team               | Land               | Zeit               |
| ------------------ | ------------------ | ------------------ | ------------------ |